# Zamek w Sośnicy
Zamek w Sośnicy – prywatny zamek zbudowany w końcu XVI wieku w Sośnicy nad Sanem w województwem podkarpackim, zachowany w stanie ruiny, wpisany do rejestru zabytków nieruchomych województwa podkarpackiego.

## Historia
W 1579 roku Sośnicę kupił pochodzący z Krety grecki kupiec Konstanty Korniakt Starszy. On przypuszczalnie rozpoczął budowę dworu obronnego, jednak przypuszczalnie do lipca 1605 roku budowa nie została ukończona, gdyż w tym roku obiekt został zdobyty i ograbiony przez oddziały awanturnika Stanisława Diabła Stadnickiego, podczas prywatnej wojny jaką prowadził z Korniaktami. Po śmierci Konstantego Korniakta warownię odziedziczył jego młodszy syn Konstanty Korniakt z Białobok. On to około 1620 roku przekształcił dwór w zamek budując budynek zachodni z bramą wjazdową. W 1624 roku zamek odziedziczył Aleksander Zbigniew Korniakt. W 1658 roku zamek przeszedł w ręce Marcina Krasickiego, który ożenił się z Elżbietą Korniakt. W XVIII wieku zamek należał do Potockich.
W XIX wieku Sośnica należała do Lubomirskich a potem do Stadnickich herbu Śreniawa. Na początku XX wieku został przez Stadnickich przebudowany na browar. W 1915 roku zamek spłonął i następnie w wyniku parcelacji kupili go Gilowscy, którzy go rozebrali w celu pozyskania cegły na sprzedaż. W 1962 roku kierownictwo miejscowego PGR kazało rozebrać bramę wjazdową z herbem Szreniawa Stadnickich.

## Architektura
Zamek składał się z dwóch skrzydeł. Starszego długiego na prawie 50 metrów skrzydła północnego, które w ruinie przetrwało częściowo do dzisiaj oraz skrzydła zachodniego, w którym znajdowała się brama wjazdowa na dziedziniec, a od południa przylegała do niego basteja lub wieża. Od wschodu i południa zamku bronił przypuszczalnie mur obronny. Całość założenia otaczała fosa i stawy. 
Miejsce po zamku jest od 1994 roku wpisane do rejestru zabytków. Z zamku zachowały się jedynie trzy piwnice, fragmenty ruin oraz wzgórze, na którym się wznosił. Od 2009 roku teren zamku jest własnością Gminy.